# The Tokyo Showdown
The Tokyo Showdown je leta 2001 izdani album metalne skupine In Flames in je njihov 6. zaporedni album. To je njihov prvi album, posnet v živo.

## Vrstni red skladb
1. Bullet Ride
2. Embody The Invisible
3. Jotun
4. Food For The Gods
5. Moonshield
6. Clayman
7. Swim
8. Behind Space
9. Only For The Weak
10. Gyroscope
11. Scorn
12. Ordinary Story
13. Pinball Map
14. Colony'
15. Episode 666